# 行動邊緣運算
行動邊緣運算（英語：Multi-access edge computing，縮寫為 MEC），是一個網路架構的概念，在行動網路的邊緣提供雲端運算的能力，以及IT服務的環境。這個概念由歐洲電信標準協會（ETSI）在2014年提出，主要的想法是減少核心網路設備日益增加的營運壓力，以及讓行動網路運營商可以為顧客創造出獨特的行動體驗。
行動邊緣運算被設計建立在行動蜂窝網路基站上。用戶端可以直接由基站取得數據資料，不用等待遠端伺服器回應，因此可以減少延遲，獲得較好的體驗。遠端伺服器也不用直接面對用戶裝置，只需要處理由基站處理過後發送的少量資訊，因此可以減少核心網路的負擔。